# Лужицька марка

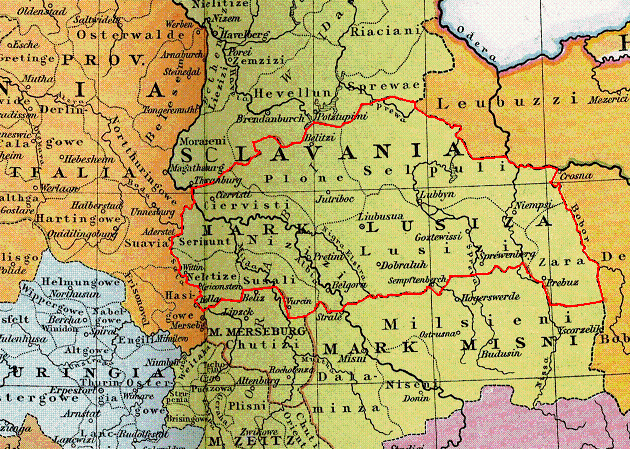
Мапа території Лужици

Лужицька марка  або Лужицьке маркграфство (нім. Mark(grafschaft) Lausitz) — маркграфство Священної Римської імперії на кордоні з Польським королівством, що існувало з X по XIV століття.
Територія на схід від лужицького валу, населена слов'янськими племенами лютичів, сорбів і укрів була завойована саксонським герцогом Геро Залізним до 963. Після повстання слов'ян 983 у північній частині марки, що залишилася під владою саксонських герцогів, Лужиця стала називатися Східною маркою (Саксонською) (Ostmark).
У 1002 Лужиця була завойована польським князем Болеславом Хоробрим, але при імператорі Конраді II у 1031 і 1032 знову увійшла до складу імперії. За імператора Карла IV Лужиця увійшла до складу земель Чеської корони.
1635 року було приєднано до Саксонії. Поступово слов'янське населення, яке складало більшість в середні віки було асимільовано.